# Sistema Eichler
En una cronología de la clasificación botánica taxonómica, el sistema Eichler es un sistema filogenético o de evolución temprano publicado por el botánico alemán August Wilhelm Eichler. 

## Eichler, 1883
De acuerdo a Oudemans (1896) está comprendido en los siguientes grupos (Eichler (1883; 3rd edition). Syllabus der Vorlesungen über Phanerogamenkunde.):
- A. Cryptogamae
phylum I. Thallophyta
classis I. Algae
classis II. Fungi
classis III. Lichenes
phylum II. Bryophyta
classis I. Hepaticae
classis II. Musci
phylum III. Pteridophyta
classis I. Equisetinae
classis II. Lycopodinae
classis III. Filicinae
- B. Phanerogamae
phylum I. Gymnospermae
phylum II. Angiospermae
classis I. Monocotyleae
classis II. Dicotyleae
subclassis I. Choripetalae
subclassis II. Sympetalae

Fuente :
Oudemans, C.A.J.A. (1896). Rangschikking der Planten. in Oudemans, C.A.J.A. & Hugo de Vries. Leerboek der plantenkunde, ten gebruike bij het hooger onderwijs. volume 2(2).
Nota: rangos traducidos al latín

## Eichler, 1886
Publicado por A. Eichler en 1886 (Syllabus der Vorlesungen über specielle und medicinisch-pharmaceutische Botanik)

### Cryptogamae
- A. Cryptogamae
división (Abth.) I. Thallophyta
clase I. Algae
grupo I. Cyanophyceae
grupo II. Diatomeae
grupo III. Chlorophyceae (algas verdes)
grupo IV. Phaeophyceae
grupo V. Rhodophyceae (= Floridae)
clase II. Fungi
grupo I. Schizomycetes (bacterias)
grupo II. Eumycetes
grupo III. Lichenes
división II. Bryophyta (= Muscinae)
grupo I. Hepaticae (inc. antocerotas)
grupo II. Musci
división III. Pteridophyta
clase I. Equisetinae (= Equisetaceae)
clase II. Lycopodinae (inc. Psilotaceae)
clase III. Filicinae
1. Filices
A. Leptosporangiatae
B. Eusporangiatae (Marattiaceae, Ophioglossaceae)
2. Rhizocarpeae

### Phanerogamae
- B. Phanerogamae
división I. Gymnospermae
1. Cycadaceae
2. Coniferae (inc. Ginkgo)
3. Gnetaceae
división II. Angiospermae
clase I. Monocotyleae
clase II. Dicotyleae
1. subclase Choripetalae (eudicotiledóneas no astéridas y angiospermas basales)
2. subclase Sympetalae (astéridas)